# Pseudophoenix lediniana
Pseudophoenix lediniana es una especie de palmera endémica de L'Ouest en el sudeste de Haití.

## Descripción
Es un árbol de tamaño mediano, alcanza un tamaño de 5 metros de altura fusiforme o ventricoso, y 25.1-32.5 de diámetro, con 15-17 hojas pinnadas compuestas en la corona, de 270-310 cm de largo; y tallos solitarios ligeramente hinchados en la base.
Pseudophoenix lediniana es rara en la naturaleza.

## Taxonomía
Pseudophoenix lediniana fue descrita por Robert William Read y publicado en Gentes Herbarum; Occasional Papers on the Kinds of Plants 10: 189, t. 13c. 1968.
Etimología
Pseudophoenix: nombre genérico que procede de pseudo = "falso" y phoenix = la palmera datilera", aunque por qué H.Wendl. eligió este nombre no está claro.
Sinonimia
- Pseudophoenix elata O.F.Cook ex Burret[6][7]